# Витомир Милић
Витомир Милић (1964.) је редовни професор на Техничком факултету у Бору на предметима: Технологије подземне експлоатације, Методе отпаковања, Технологије израде подземних просторија и Вентилације рудника.Такође је и дописни члан Инжињерске академије Србије.

## Биографија
Витомир В. Милић рођен је 24. априла 1964. године у селу Папратна недалеко од Књажевца, од оца Велимира, по струци земљорадник, и мајке Розмирке, домаћице.
Основну школу завршио је у Репушници, Кални и Књажевцу. После завршетка основне школе,уписао је Техничку школу, математичко-техничке струке у Књажевцу, коју је завршио 1983. године са одличним успехом. Након завршетка средње школе уписао је Технички факултет у Бору, Одсек рударски, Смер за експлоатацију лежишта минералних сировина. Факултет је уписао 1983.године, а одмах после тога одслужио је војни рок. Факултет је наставио крајем 1984. године, који је завршио 1990. године са високом просечном оценом (8,18).
Витомир после завршеног факултета почео да ради на Техничком факултету у Бору и одмах је изабран за асистента-приправника на предмету Технологије подземне инсталације. У међувремену (октобра 1990.године) је уписао је постдипломске студије, које је завршио 25.јуна 1993. године на Техничком факултету у Бору.
После одбране магистарског рада у априлу месецу 1994.године изабран је за асистента на предмету Технологија подземне експлоатације, а од 1995.године радио је и на извођењу вежби из предмета Пројектовање рудника. Нешто пре тога положио је стручни испит 1994 године. Радећи као асистент, пријавио је докторску тезу, коју је припремио и одбранио 2. априла 1997.године и добио звање доктора техничких наука у области рударства. Одмах након одбране докторске дисетације стекао је знање доцента 1997.године, звање ванредног професора стекао је 2002. године. Звање редовног професора стекао је 2007. године, тако да се данас налази на раду у статусу редовног професора Техничког факултета у Бору, где предаје предмете из области рударства.
Витомир В. Милић је поред наставног и стручног рада доста ангажован у друштвеној активности, нарочито у стручним телима и одборима на факултету. Члан је Савета факултета, члан Савета Универзитета у Београду, члан Управног одбора Фондације за решавање стамбених потреба младих научних радника Универзитета у Београду, члан Комисије за издавачку делатност, а више пута био је члан организационог  и научног одбора Октобарског саветовања рудара  и металурга.
Од 1. октобра 2002-1. октобра 2006.године налазио се на функцији продекана за финансије и научно-истраживачки рад на факултету.
Од 2009. године до данас налази се на функцији шефа Катедре за подземну експлоатацију лежишта минералних сировина. Стални је члан Редакције издавачког уредништва и дописни члан Књажевачких новина, које се уређују и издају у Бору. Председник је Управног одбора ФК “Књажевац” од 2012. до данас.

## Признања
Као  научни и друштвени радник, Витомир је имао више друштвених признања: захвалница за допринос у културно-уметничком раду, уређивању Књажевачких новина и афирмацију популаризацију општине Књажевац (18.мај 2015). Добитник је признања  студенске конференције (СКОНУС) Универзитета Србије. Захвалнице за значајан допринос квалитету образовања студената и подршци у унапређивању студенског организовања на универзитетима у Србији (4.априла 2014). Добитник је и захвалнице студената Рударског одсека Техничког факултета у Бору за подршку и помоћ у организовању Георударијаде 2009.године (Бор, мај 2009).